# عبدوهمیت عبدوغنی
عبدوهمیت عبدوغنی (چینی: 阿不都海米提·阿不都格尼؛ اویغوری: ئابدۇخەمىت ئابدۇغەنى؛ زادهٔ ۱۰ مارس ۱۹۹۸) بازیکن فوتبال اهل چین است.

## سابقه
از باشگاه‌هایی که در آن بازی کرده‌است می‌توان به باشگاه فوتبال جیانگسو سونینگ اشاره کرد.
وی همچنین در تیم‌های ملی فوتبال زیر ۱۷ سال و زیر ۲۳ سال چین بازی کرده‌است.